# Aplikacja komornicza
Aplikacja komornicza – trwająca 2 lata aplikacja, mająca na celu zapoznanie aplikanta komorniczego z pracą komornika.
Aplikant komorniczy po upływie roku od dnia rozpoczęcia aplikacji komorniczej może być upoważniony przez komornika do samodzielnego wykonywania określonych czynności egzekucyjnych. Upoważnienie to wymaga formy pisemnej i powinno być okazane stronie na jej żądanie przed przystąpieniem do czynności.
Aplikantem komorniczym może zostać osoba, która:
- posiada obywatelstwo polskie;
- ma pełną zdolność do czynności prawnych;
- posiada nieposzlakowaną opinię;
- nie była karana za przestępstwo lub przestępstwo skarbowe;
- nie jest podejrzana o przestępstwo ścigane z oskarżenia publicznego lub przestępstwo skarbowe;
- ukończyła wyższe studia prawnicze w Rzeczypospolitej Polskiej i uzyskała tytuł magistra prawa lub zagraniczne studia prawnicze uznane w Rzeczypospolitej Polskiej;
- jest zdolna ze względu na stan zdrowia do pełnienia obowiązków komornika;
- uzyskał pozytywną ocenę z egzaminu wstępnego na aplikację komorniczą[2].

Aplikanta komorniczego zatrudnia komornik. Osobie spełniającej warunki nie można odmówić wpisu na listę aplikantów komorniczych.
Wniosek o wpis na listę aplikantów komorniczych może zostać złożony w ciągu 2 lat od dnia ogłoszenia wyników egzaminu wstępnego. Do wniosku kandydat obowiązany jest załączyć zaświadczenie o niekaralności oraz oświadczenie, że przeciwko niemu nie jest prowadzone postępowanie karne o przestępstwo ścigane z oskarżenia publicznego lub przestępstwo skarbowe.
Egzamin wstępny przeprowadzają komisje egzaminacyjne raz w roku, w terminie wyznaczonym przez Ministra Sprawiedliwości, nie później niż do dnia 30 września, równocześnie we wszystkich izbach komorniczych.
Egzamin wstępny polega na sprawdzeniu wiedzy kandydata na aplikanta komorniczego z zakresu prawa konstytucyjnego, prawa cywilnego, postępowania cywilnego, prawa gospodarczego, prawa spółek handlowych, prawa pracy, prawa rodzinnego i opiekuńczego, prawa administracyjnego, postępowania administracyjnego, prawa finansowego, prawa europejskiego, prawa prywatnego międzynarodowego, ustroju sądów i samorządu komorniczego.
Kandydaci podczas egzaminu wstępnego nie mogą korzystać z tekstów aktów prawnych, komentarzy, orzecznictwa oraz innych pomocy, a także nie mogą posiadać przy sobie urządzeń służących do przekazu lub odbioru informacji. Egzamin wstępny polega na rozwiązaniu testu składającego się z zestawu 150 pytań, zawierających po 3 propozycje odpowiedzi, z których tylko jedna jest prawidłowa. Kandydat może wybrać tylko jedną odpowiedź. Za każdą prawidłową odpowiedź kandydat uzyskuje 1 punkt.
O wynikach egzaminu wstępnego Minister Sprawiedliwości zawiadamia rady izb komorniczych oraz publikuje w Biuletynie Informacji Publicznej listę osób, które uzyskały wynik pozytywny.
Do obowiązków aplikanta należy, w szczególności:
- uczestniczenie w przewidzianych programem aplikacji zajęciach seminaryjnych oraz w praktykach;
- samodzielne pogłębianie wiedzy prawniczej i praktycznych umiejętności niezbędnych do zajmowania stanowiska komornika;
- przystępowanie, w wyznaczonym terminie, do sprawdzianów wiedzy oraz kolokwiów, przeprowadzanych w czasie aplikacji, a także do egzaminu komorniczego[9].

Aplikacja komornicza jest odpłatna – opłaty wynoszą 5850 zł rocznie.